# Anetz
Anetz foi uma comuna francesa na região administrativa da Pays de la Loire, no departamento de Loire-Atlantique. Estendia-se por uma área de 14,83 km². Em 2010 a comuna tinha 1 910 habitantes (densidade: 128,8 hab./km²).
Em 1 de janeiro de 2016, passou a formar parte da comuna de Vair-sur-Loire.